# 쇼나어

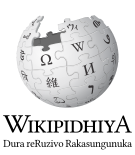
쇼나어 위키백과.

쇼나어(/ˈʃoʊnə/(chiShona))는 짐바브웨의 쇼나족이 사용하는 모어로서, 짐바브웨에서 가장 흔히 쓰이는 반투어이다. 이 용어는 중앙쇼나어(Zezuru, Karanga, Manyika, Korekore) 중 하나를 사용하는 민족을 식별하기 위해 사용하기도 한다.

## 방언
쇼나어는 쇼나 지역의 중심 방언에 기반한 표준화된 언어를 가리키는데 사용된다.
- S14 Karanga 방언 (Chikaranga).
- S12 Zezuru 방언 (Chizezuru, Bazezuru, Bazuzura, Mazizuru, Vazezuru, Wazezuru).
- S11 Korekore 방언 (Northern Shona, Goba, Gova, Shangwe).

## 음운과 알파벳
쇼나어의 모든 음절은 모음으로 끝난다.

### 모음
쇼나의 홀소리는 스페인어에서처럼 5개로, 'a, e, i, o, u'가 있다. 각 모음은 연이어 발음되더라도 분리해서 발음한다. 이를테면 "어디로 갑니까?"라는 뜻의 "Uno enda kupi?"는 [u.no.e.nda.ku.pi]로 발음된다.

### 자음
쇼나어의 자음은 다음과 같다. l, q, x는 외래어 표기에만 쓰인다.
|        |            | 양순음 | 순치음 | 치경음 | 치경음 | 후치경음/ 경구개음 | 연구개음 | 성문음 |
| 평음   | 휘파람소리 | 양순음 | 순치음 |        |        | 후치경음/ 경구개음 | 연구개음 | 성문음 |
| ------ | ---------- | ------ | ------ | ------ | ------ | ------------------ | -------- | ------ |
| 비음   | 기본       | m      |        | n      |        | ɲ                  | ŋ        |        |
| 비음   | 숨섞임     | m̤      | mʋ̤     | n̤      |        |                    |          |        |
| 파열음 | 무성       | p      |        | t      |        |                    | k        |        |
| 파열음 | 숨섞임     | b̤      |        | d̤      |        |                    | ɡ̤        |        |
| 파열음 | 내파       | ɓ      |        | ɗ      |        |                    |          |        |
| 파열음 | 선비음화   | ᵐb     |        | ⁿd     |        |                    | ᵑɡ       |        |
| 파찰음 | 무성       |        | p͡f     | t͡s     | t͡sᶲ    | t͡ʃ                 |          |        |
| 파찰음 | 숨섞임     |        | b͡v̤     | d͡z̤     | d͡z̤ᵝ    | d͡ʒ̤                 |          |        |
| 파찰음 | 선비음화   |        |        |        |        | ⁿd͡ʒ̤                |          |        |
| 마찰음 | 무성       |        | f      | s      | sᶲ     | ʃ                  |          |        |
| 마찰음 | 숨섞임     |        | v̤      | z̤      | z̤ᵝ     | ʒ̤                  |          | ɦ      |
| 마찰음 | 선비음화   |        |        | ⁿz̤     | ⁿz̤ᵝ    |                    |          |        |
| 유음   | 유음       |        | ʋ      | r      |        |                    |          |        |
| 반모음 | 반모음     |        |        |        |        | j                  | w        |        |

### 과거의 알파벳
1931년부터 1955년까지 통일 쇼나어는 언어학자 Clement Martyn Doke 교수가 개발한 알파벳으로 쓰였다. 다음의 문자가 포함되었다:
ɓ (b with hook),
ɗ (d with hook),
ŋ (n with leg),
ȿ (s with swash tail),
ʋ (v with hook),
ɀ (z with swash tail).
1955년에 이 글자들은 라틴 문자 기반의 낱글자 또는 이중 음자들로 갈음되었다.

## 같이 보기
- 쇼나어 위키백과

## 참고 문헌
- Biehler, E. (1950) A Shona dictionary with an outline Shona grammar (revised edition). The Jesuit Fathers.
- Brauner, Sigmund (1995) A grammatical sketch of Shona : including historical notes. Koln: Rudiger Koppe.
- Carter, Hazel (1986) Kuverenga Chishona: an introductory Shona reader with grammatical sketch (2nd edition). London: 동양 아프리카 연구 학원.
- Doke, Clement M. (1931) Report on the unification of the Shona dialects. Stephen Austin Sons.
- Fortune, George (1985). Shona Grammatical Constructions Vol 1. Mercury Press.
- Mutasa, David (1996) The problems of standardizing spoken dialects: the Shona experience, Language Matters, 27, 79
- Lafon, Michel (1995), Le shona et les shonas du Zimbabwe, Harmattan ed., Paris (프랑스어)
- D. Dale:
  - Basic English - Shona dictionary, Afro Asiatic Languages Edition, Sept 5, 2000, ISBN 978-0869220146
  - Duramazwi: A Shona - English Dictionary, Afro Asiatic Languages Edition, Sept 5, 2000, ISBN 978-0869220146